# Gaspar da Gama
Gaspar da Gama (anche come Gaspar da India e Gaspar de Almeida; 1444 circa – 1510 circa) è stato un diplomatico portoghese guida di diverse flotte delle esplorazioni marittime portoghesi.
Di origine ebraica, era probabilmente nato a Poznań nel Regno di Polonia. Nel 1498 fu fatto prigioniero da Vasco da Gama nel suo viaggio di ritorno in Portogallo dall'India. Era noto per parlare più lingue tra cui ebraico e caldeo, oltre a un misto di italiano e spagnolo.

## Biografia

### Prima dell'incontro con i portoghesi
Appare con il nome "Gaspar da Gama" o "Gaspar delle Indie" nelle cronache e nei rapporti di scoperta scritti da Gaspar Correia, Fernão Lopes de Castanheda, Jerónimo Osório, Damião de Góis e Álvaro Velho ma era noto agli indiani come Mahmet. Correia lo definisce un castigliano di nome Alonso Perez. Alcune fonti lo confondono con Gaspar de Lemos, un marinaio portoghese che comandava una nave della flotta che scoprì il Brasile. Altre fonti lo chiamano anche "Gaspar de Almeida" data la sua amicizia con Francisco de Almeida, 1° viceré dell'India.
Ci sono diverse versioni della sua vita prima dell'incontro con Vasco da Gama in India. Alcuni fornite dallo stesso Gaspar da Gama che ha probabilmente cercato di nascondere alcuni fatti "scomodi" del suo passato. Secondo il racconto di Gaspar, divenne un ebreo errante, dirigendosi verso Gerusalemme e poi Alessandria, dove fu fatto prigioniero e venduto come schiavo in India, ove s'assicurò la libertà al servizio del sovrano di Goa. Il cronista Correia afferma che, quando incontrò i portoghesi, Gaspar da Gama era capitano della flotta di Yusuf Adil Shah, il sultano di Bijapur, governatore arabo di Goa. Damião de Góis afferma che Gaspar da Gama era un ebreo nato nella città di Poznań nel Regno di Polonia e che a quel tempo non parlava spagnolo ma la lingua veneziana, la più diffusa nei centri commerciali europei in Oriente.

### Controversia
Lo storico João de Barros riferisce che Gaspar da Gama lo informò che i suoi genitori erano di Bosna (o Posner, cioè Poznan) in Polonia e che emigrarono a Gerusalemme e poi ad Alessandria ove lui nacque. Il giornalista israeliano Elias Lipiner studiò la documentazione dei cronisti portoghesi dell'Età della Scoperta e considerò la versione di João de Barros come la più veritiera, suggerendo che Gaspar da Gama potesse essere nato ad Alessandria intorno al 1458. Seguendo le rotte commerciali degli ebrei radhaniti all'epoca, si portò, molto giovane, in India dove si stabilì come mercante. Altri storici, come lo studioso di storia ebraica brasiliana Arnold Wiznitzer, pensano che sia nato a Granada o, intorno al 1440, in Bosnia, poi confusa dai portoghesi con "Poznan".

### Incontro con i portoghesi
Nel 1498, quando la flotta di ritorno di Vasco da Gama sbarcò nell'isola di Angediva, circa 20 miglia al largo di Goa, Gaspar da Gama, salì non invitato sulla nave dell'ammiraglio Vasco da Gama chiedendo serenamente un passaggio per la natia Spagna. Aveva allora più di 50 anni, la barba bianca, modi chiassosi e diretti molto diversi da quelli degli indiani della regione. Come riportato da Álvaro Velho, impiegato della flotta portoghese, Gaspar da Gama disse che stava «lavorando per un potente signore che possiede un esercito di oltre 40.000 cavalieri, e che dopo aver saputo del loro arrivo aveva chiesto di vederli. Altrimenti sarebbe morto di tristezza.»
Vasco da Gama finse di credere e mandò discretamente uomini ad Angediva per ottenere informazioni sul visitatore. Alcuni mercanti affidabili dissero che era una spia e che preparava un attacco a sorpresa. Gama fece allora frustare e interrogare il visitatore sotto tortura. Quando lo ustionarono con l'olio bollente sulla pelle, Gaspar disse che era un ebreo di Granada che si era convertito al cristianesimo e, dopo aver viaggiato in Turchia e a la Mecca, si era trasferito nelle Indie e che non c'era alcun piano per attaccare i portoghesi. Dopo 12 giorni di interrogatorio, Vasco da Gama ritenne più affidabile il prigioniero. Gli diede formaggio e due pani morbidi e Gaspar gli disse che, in fondo, era molto felice di aver trovato questi "Franchi."
Vasco da Gama tenne prigioniero Gaspare e lo portò con sé in Portogallo, forse considerando che la sua conoscenza dell'Oriente sarebbe tornata utile. Durante il lungo viaggio, Gaspar fece amicizia con i portoghesi, soprattutto con l'ammiraglio. Fu battezzato l'anno successivo, con Vasco da Gama come suo padrino e latore del suo cognome portoghese, "da Gama". Il primo nome - Gaspar - era stato scelto come riferimento alle sue origini, essendo il nome di uno dei Re Magi che dall'Oriente si recarono a venerare Gesù.

### In Portogallo e ritorno in India
Il re Manuele I del Portogallo apprezzò Gaspar da Gama e lo chiamò spesso a corte, per ascoltare le sue storie sulle terre e i costumi dell'Oriente. C'era il sospetto che Gaspar fosse una spia araba ma i portoghesi ne riconobbero il valore, perché oltre ad aver commerciato in alcuni dei porti da loro toccati in India, parlava latino, arabo, italiano, castigliano, portoghese e alcune lingue del Subcontinente. Per questo motivo, re Manuele I lo nominò consigliere e interprete ("Língua", in portoghese antico) della seconda flotta diretta in India al comando di Pedro Álvares Cabral.
Sempre con un berretto in testa e vestito di lino bianco, Gaspar da Gama era uno dei personaggi più esotici della flotta di Cabral. Pur non essendo l'unico interprete alla spedizione che scoprì il Brasile, fu il principale attore nelle trattative commerciali tra portoghesi e indiani brasiliani, insieme a Gonçalo Madeira. Una volta in India, Gaspar operò come interprete e consigliere geopolitico dei portoghesi nelle trattative con i ragià di Kozhikode (pt. Calicut) e Kochi (pt. Cochin).
Quando Cabral rientrò in patria, Gaspar scelse volontariamente di seguirlo. Nel 1501, la flotta incontrò la spedizione di Gaspar de Lemos incaricata dal re del Portogallo di esplorare le terre appena scoperte del Brasile, vicino alla moderna Dakar, in Senegal. I colloqui tra Gaspar da Gama e altri membri della spedizione di Lemos quali il fiorentino Amerigo Vespucci rafforzarono sicuramente l'idea che le terre scoperte anni prima da Cristoforo Colombo non fossero le Indie ma un nuovo continente.
Nel 1502, Gaspar da Gama partecipò a un altro viaggio in India comandato da Vasco da Gama, e ancora nel 1505 con il viceré Francisco de Almeida di recente nomina. Durante questi viaggi imparò alcune lingue africane.
Partecipò alle spedizioni indiane dei portoghesi che tentarono di conquistare Hormuz nel 1508 e Calicut nel 1510, quando alcuni ipotizzano che sia morto. Altri credono che sia tornato in Portogallo e che ivi sia spirato. Alcuni ritengono sia deceduto tra il 1510 e il 1515 o addirittura intorno al 1520, a quasi ottant'anni. Il cambio del nome cristiano "Terra di Santa Cruz" in "Brasile" è attribuito da alcuni a Gaspar da Gama e Fernão de Noronha, entrambi ebrei. Tuttavia, questo non ha una base storica, essendo dovuto all'intenso commercio di Brazilwood.

### Fonti primarie
- (EN) ANONIMO, A journal of the first voyage of Vasco da Gama, 1497-1499, a cura di Ravenstein EG, Londra, Hakluyt Society, 1898.